# Amentotaxus argotaenia
Espèce
Synonymes
- Amentotaxus argotaenia var. argotaenia[1]
- Amentotaxus cathayensis H.L.Li[1]
- Cephalotaxus argotaenia (Hance) Pilg.[1]
- Nageia argotaenia (Hance) Kuntze[1]
- Nageia insignis (Hemsl.) Kuntze[1]
- Podocarpus argotaenia Hance[1]
- Podocarpus argotaenius Hance[2]
- Podocarpus insignis Hemsl.[1]

Statut de conservation UICN

 NT  : Quasi menacé
Amentotaxus argotaenia est une espèce de plantes de la famille des Taxaceae.

## Liste des variétés
Selon Catalogue of Life (9 avril 2019) :
- variété Amentotaxus argotaenia var. argotaenia
- variété Amentotaxus argotaenia var. brevifolia K. M. Lan & F.H. Zhang

Selon World Checklist of Selected Plant Families (WCSP) (9 avril 2019) :
- variété Amentotaxus argotaenia var. argotaenia
- variété Amentotaxus argotaenia var. brevifolia K.M.Lan & F.H.Zhang (1984)

Selon Tropicos (9 avril 2019) (Attention liste brute contenant possiblement des synonymes) :
- variété Amentotaxus argotaenia var. argotaenia
- variété Amentotaxus argotaenia var. brevifolia K.M. Lan & F.H. Zhang
- variété Amentotaxus argotaenia var. cathayensis (H.L. Li) Keng f.
- variété Amentotaxus argotaenia var. yunnanensis (H.L. Li) Keng f.

## Publication originale
- Botanische Jahrbücher für Systematik, Pflanzengeschichte und Pflanzengeographie 54(1): 41. 1917.